# Atrofia da denervazione
L'atrofia da denervazione (o neurogena) consiste in una forte riduzione delle dimensioni delle fibre muscolari a seguito dell'interruzione parziale o totale delle connessioni nervose che le servono, a causa di un trauma o di una patologia, ad esempio la poliomielite.
Il motoneurone α (alfa), che assieme alle fibrocellule che innerva costituisce la cosiddetta unità motoria, esercita infatti un effetto trofico essenziale sul muscolo, promuovendo la sintesi proteica in loco. Le fibre muscolari private dell'innervazione assumono una caratteristica forma raggrinzita ed angolata. Benché il processo atrofico sia un fenomeno non del tutto chiarito, soprattutto nel lungo termine,  la progressione è piuttosto rapida nella fase iniziale: gli effetti sono visibili in pochi giorni e la perdita di massa cellulare può superare l'80% in pochi mesi, in casi estremi la fibra si riduce ad un ammasso di nuclei cellulari con pochissimo sarcoplasma. Parte del tessuto muscolare perso viene sostituito in tempi relativamente brevi da tessuto adiposo e fibroso, mentre una vera e propria scomparsa delle miofibrille (probabilmente per apoptosi) è stata dedotta da biopsie solo in archi temporali molto più lunghi.
Un fenomeno compensatorio che avviene a seguito di denervazione è la reinnervazione incrociata. Gli assoni prossimi alle fibre denervate le reinnervano, convertendone il tipo nel caso sia diverso e mutandone perciò le caratteristiche fisiologiche. Questo causa il formarsi distintivo di raggruppamenti di fibre dello stesso tipo (type-grouping), quelle servite dalle vie nervose rimaste integre e quelle convertite dalla reinnervazione, differente dalla normale distribuzione a scacchiera.
Il type-grouping e il fatto che vengano interessati entrambi i tipi di fibra muscolare (I e II) permettono di differenziarla in ambito bioptico sia dalla atrofia da disuso (dal decorso più lento e che interessa in prevalenza le fibre di tipo II), sia da altre patologie che comportano atrofia selettiva.